# Bartłomiej Stój
Bartłomiej Stój (ur. 15 maja 1996 w Stalowej Woli) – polski lekkoatleta specjalizujący się w rzucie dyskiem.

## Kariera
Piąty zawodnik mistrzostw świata juniorów młodszych w Doniecku (2013). W 2015 został w Eskilstunie juniorskim mistrzem Europy w rzucie dyskiem. W 2016 uczestniczył na mistrzostwach Europy w Amsterdamie w eliminacjach rzutu dyskiem, lecz zajął 21. miejsce i nie awansował do finału.
Medalista mistrzostw Polski kadetów oraz juniorów (także w pchnięciu kulą), rekordzista Polski w juniorskich kategoriach wiekowych. Stawał na podium Ogólnopolskiej Olimpiady Młodzieży. Młodzieżowy mistrz Polski (2016). Mistrz Polski Seniorów (2019).
Rekord życiowy: 64,64 (26 czerwca 2016, Bydgoszcz). Do zawodnika należy rekord Polski juniorów w rzucie dyskiem juniorów o wadze 1,75 kg (68,02 w 2015).
Został zdyskwalifikowany przez Polską Agencję Antydopingową na okres dwóch lat od 20 stycznia 2023 do 19 stycznia 2025 za „naruszenie wymagań dotyczących wskazania miejsca pobytu”.

## Osiągnięcia
| Rok  | Impreza                               | Miejsce    | Lokata            | Wynik |
| ---- | ------------------------------------- | ---------- | ----------------- | ----- |
| 2013 | Mistrzostwa świata juniorów młodszych | Donieck    | 5. miejsce        | 60,74 |
| 2014 | Mistrzostwa świata juniorów           | Eugene     | el. – 17. miejsce | 55,92 |
| 2015 | Mistrzostwa Europy juniorów           | Eskilstuna | 1. miejsce        | 68,02 |
| 2016 | Mistrzostwa Europy                    | Amsterdam  | el. – 21. miejsce | 61,30 |
| 2017 | Młodzieżowe mistrzostwa Europy        | Bydgoszcz  | –                 | NM    |
| 2019 | Puchar Europy w rzutach               | Šamorín    | 4. miejsce        | 61,76 |
| 2019 | Mistrzostwa świata                    | Doha       | el. – 22. miejsce | 61,79 |
| 2021 | Igrzyska olimpijskie                  | Tokio      | el. – 14. miejsce | 62,84 |